# Nedyopus koreanus
Nedyopus koreanus är en mångfotingart som beskrevs av Karl Wilhelm Verhoeff 1936. Nedyopus koreanus ingår i släktet Nedyopus och familjen orangeridubbelfotingar. Inga underarter finns listade i Catalogue of Life.